# Cornulum johnsoni
Cornulum johnsoni är en svampdjursart som först beskrevs av de Laubenfels 1934.  Cornulum johnsoni ingår i släktet Cornulum och familjen Acarnidae. Inga underarter finns listade i Catalogue of Life.